# Днепрострой (судно)
Днепрострой — грузовое судно, построенное в США в 1918 году и называвшееся первоначально «Dallas».
Длина судна 377 футов, корпус двухпалубный, стальной, имелся паровой с тройным расширением двигатель. Корабль строился на верфи, находившийся на острове Шутерс айленд между штатами Нью-Джерси и Нью-Йорк, недалеко от статуи Свободы. В феврале 1930 года Dallas был продан Советскому Союзу, переименован и приписан к порту Владивостока с советским кодом М-11506 и международным кодом UOBH. Корабль использовался в качестве транспорта для перевозки заключенных на Колыму по крайне мере дважды — в 1932 и 1938 году
Во время Второй мировой войны судно участвовало в двух атлантических конвоях: PQ-12 в марте 1942 года и QP-10 в апреле 1942 года. Впоследствии действовало на Тихом океане, в том числе много раз ходило в США. Судно оставалось на ходу до середины 1950-х годов, затем переоборудовано в рыбный завод на Камчатке. В 1965 году было передано в Камчатское пароходство под отопитель судоремонтного завода.